# 齋藤茂吉

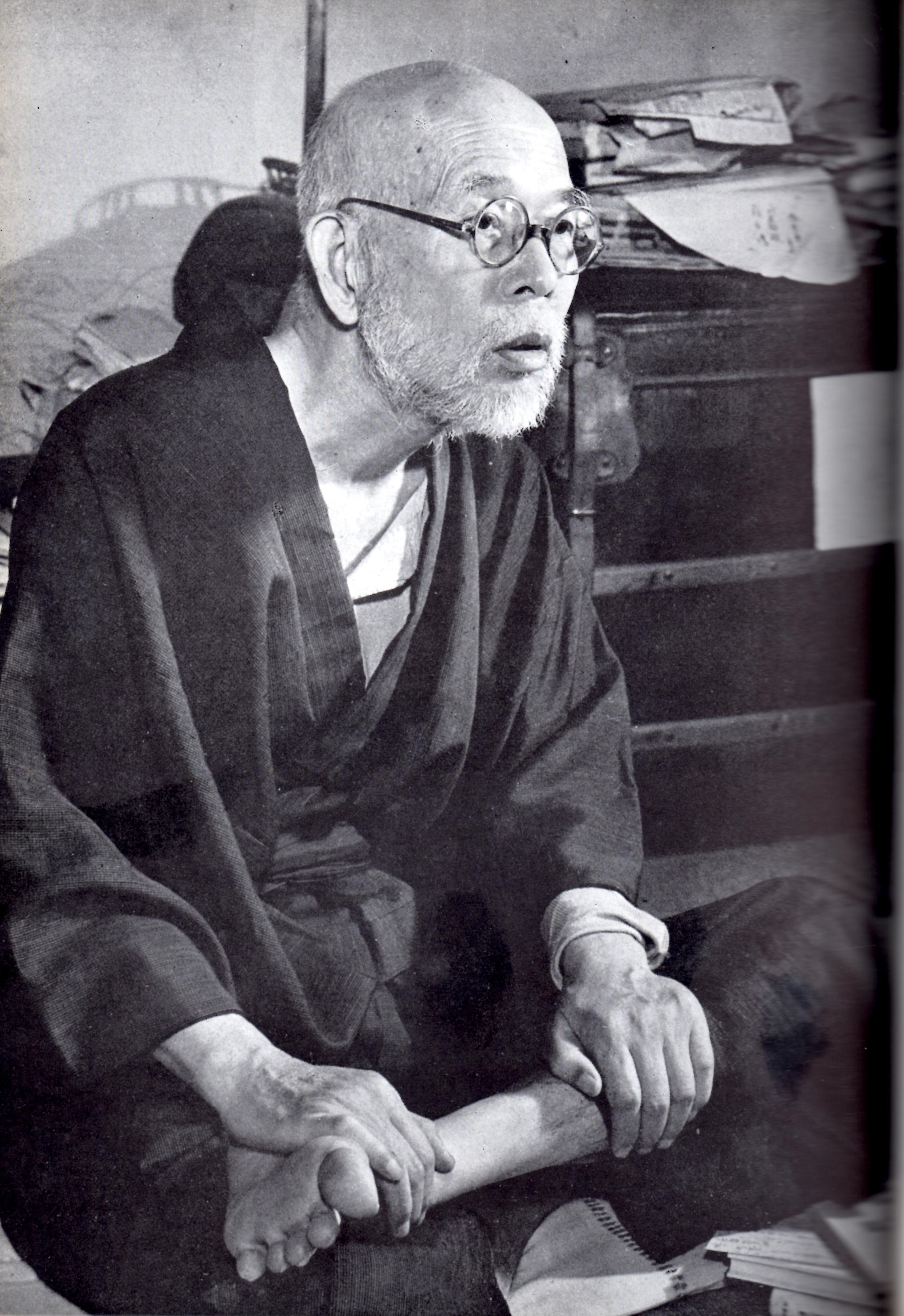
齋藤茂吉

齋藤茂吉（1882年5月14日—1953年2月25日）是日本歌人・精神科醫師。出生於山形縣。東京帝國大學校友。維也納大學校友。日本藝術院會員。日本學士院獎獲獎者。讀賣文學獎得主。文化勳章獲得者。

## 外部連結
- 维基共享资源上的相關多媒體資源：齋藤茂吉